# Гулиев, Фарид Руслан оглы
Фари́д Руслан оглы Гули́ев (азерб. Fərid Ruslan oğlu Quliyev; 6 января 1986) — азербайджанский футболист, нападающий.

## Биография

### Клубная карьера
Начал выступать на взрослом уровне в 2003 году в составе клуба высшего дивизиона Азербайджана бакинского «Динамо», позднее переименованного в «Баку». Также на старте карьеры выступал за «Карабах» и «Мугань».
Весной 2009 года перешёл в сумгаитский «Стандард», где стал основным форвардом. В весенней части сезона 2008/09 сыграл 9 матчей и забил 3 мяча. На следующий сезон Гулиев весь сезон шёл в группе лидеров в споре бомбардиров, несмотря на то, что его команда занимала предпоследнее место. В двух последних матчах сезона, против «Карвана» и «Симурга», нападающий забил 7 мячей, и в итоге стал лучшим бомбардиром чемпионата с 16 голами. Его ближайшие преследователи, Анатолий Дорош и Робертас Пошкус, забили по 12 голов.
Перед началом сезона 2010/11 нападающий перешёл в «Нефтчи (Баку)», но не стал игроком основного состава. В сезоне 2010/11 «Нефтчи» стал чемпионом, однако Гулиев заканчивал чемпионат, играя на правах аренды за «Симург». На следующий сезон в составе «Нефтчи» форвард сыграл в 14 матчах из 32 проведённых, его команда снова стала чемпионом.
В дальнейшем Гулиев сменил несколько клубов в Азербайджане, но нигде надолго не закрепился. В составе «Араза» в сезоне 2013/14 стал победителем первой лиги. Также он выступал в Турции, в 2013 году играл за клуб второго дивизиона «Кахраманмарашспор», а в 2016 году — за клуб четвёртого дивизиона «Йимпаш Йозгатспор».

### Карьера в сборной
В 2010 году вызывался в сборную Азербайджана. Первый матч сыграл 25 февраля 2010 года против Иордании. Впервые отличился в своём втором матче, 3 марта 2010 года против Люксембурга, открыв счёт в матче на 28-й минуте. Всего в составе национальной сборной сыграл 7 матчей (из них 6 товарищеских и один в отборе Евро-2012) и забил один гол.

## Статистика выступлений
| Клуб          | Сезон        | Чемпионат | Чемпионат | Кубки | Кубки | Еврокубки | Еврокубки | Всего | Всего |
| Клуб          | Сезон        | Матчи     | Голы      | Матчи | Голы  | Матчи     | Голы      | Матчи | Голы  |
| ------------- | ------------ | --------- | --------- | ----- | ----- | --------- | --------- | ----- | ----- |
| Стандард      | 2009-10      | 29        | 16        | 4     | 3     | -         | -         | 33    | 19    |
| Стандард      | За всё время | 29        | 16        | 4     | 3     | 0         | 0         | 33    | 19    |
| Нефтчи (Баку) | 2010-11      | 10        | 1         | -     | -     | -         | -         | 10    | 1     |
| Нефтчи (Баку) | За всё время | 10        | 1         | —     | —     | 0         | 0         | 10    | 1     |
| Всего         |              | 39        | 18        | 4     | 3     | -         | -         | 43    | 21    |

## Достижения
- Чемпион Азербайджана: 2011/12 (в составе «Нефтчи»)